# Strategus hipposiderus
Strategus hipposiderus är en skalbaggsart som beskrevs av Brett C.Ratcliffe 1976. Strategus hipposiderus ingår i släktet Strategus och familjen Dynastidae. Inga underarter finns listade i Catalogue of Life.